# Coppa Intercontinentale 1982 (pallacanestro)
La Coppa intercontinentale di pallacanestro del 1982 si è giocata nei Paesi Bassi, tra Amsterdam, Rotterdam e 's-Hertogenbosch, ed è stata vinta dalla Ford Cantù.

## Risultati

### Classifica finale
|    | Squadra            | Gioc. | V | P | PF  | PS  | Punti |
| -- | ------------------ | ----- | - | - | --- | --- | ----- |
| 1. | Pall. Cantù        | 5     | 5 | 0 | 412 | 358 | 10    |
| 2. | EBBC Den Bosch     | 5     | 3 | 2 | 403 | 372 | 8     |
| 3. | Maccabi Tel Aviv   | 5     | 3 | 2 | 422 | 404 | 8     |
| 4. | Air Force Falcons  | 5     | 2 | 3 | 394 | 402 | 7     |
| 5. | Ferro Carril Oeste | 5     | 1 | 4 | 395 | 499 | 6     |
| 6. | Leida              | 5     | 1 | 4 | 381 | 422 | 6     |

| Coppa Intercontinentale 1982 |
| ---------------------------- |
| Ford Cantù 2º titolo         |

## Formazione vincitrice
| N° | Naz.                   | Ruolo | Sportivo            |  | Alt. |  |
| -- | ---------------------- | ----- | ------------------- |  | ---- |  |
| 4  | Italia (bandiera)      | A     | Denis Innocentin    |  |      |  |
| 5  | Italia (bandiera)      | AC    | Fausto Bargna       |  |      |  |
| 6  | Italia (bandiera)      | P     | Giorgio Cattini     |  |      |  |
| 7  | Italia (bandiera)      | P     | Corrado Fumagalli   |  |      |  |
| 8  | Italia (bandiera)      | A     | Beppe Bosa          |  |      |  |
| 9  | Italia (bandiera)      | A     | Renzo Bariviera     |  |      |  |
| 10 | Stati Uniti (bandiera) | AG    | Jim Brewer          |  |      |  |
| 12 | Italia (bandiera)      | GA    | Antonello Riva      |  |      |  |
| 14 | Italia (bandiera)      | P     | Pierluigi Marzorati |  |      |  |
| 15 | Stati Uniti (bandiera) | C     | Wallace Bryant      |  |      |  |
|    | Italia (bandiera)      | A     | Antonio Sala        |  |      |  |
|    | Italia (bandiera)      | All.  | Giancarlo Primo     |  |      |  |